# Драсена
Драсена (порт. Dracena)  —  муниципалитет в Бразилии, входит в штат Сан-Паулу. Составная часть мезорегиона Президенти-Пруденти. Входит в экономико-статистический  микрорегион Драсена. Население составляет 41 096 человек на 2006 год. Занимает площадь 488,044 км². Плотность населения — 84,2 чел./км².

## История
Город основан 8 декабря 1945 года.

## Статистика
- Валовой внутренний продукт на 2003 составляет 218.124.246,00 реалов (данные: Бразильский институт географии и статистики).
- Валовой внутренний продукт на душу населения на 2003 составляет 5.343,17 реалов (данные: Бразильский институт географии и статистики).
- Индекс развития человеческого потенциала на 2000 составляет 0,800 (данные: Программа развития ООН).